# Lomträsket (Stensele socken, Lappland)
Lomträsket är en sjö i Storumans kommun i Lappland och ingår i Umeälvens huvudavrinningsområde. Sjön har en area på 0,414 kvadratkilometer och ligger 691,2 meter över havet. Lomträsket ligger i Vindelfjällen Natura 2000-område. Sjön avvattnas av vattendraget Magasjöbäcken.

## Delavrinningsområde
Lomträsket ingår i det delavrinningsområde (727645-152257) som SMHI kallar för Utloppet av Lomträsket. Medelhöjden är 744 meter över havet och ytan är 8,8 kvadratkilometer. Räknas de 3 avrinningsområdena uppströms in blir den ackumulerade arean 18,32 kvadratkilometer. Magasjöbäcken som avvattnar avrinningsområdet har biflödesordning 3, vilket innebär att vattnet flödar genom totalt 3 vattendrag innan det når havet efter 333 kilometer. Avrinningsområdet består mestadels av skog (91 procent). Avrinningsområdet har 0,42 kvadratkilometer vattenytor vilket ger det en sjöprocent på 4,7 procent.